# Provincia de Vestronorlandia
La provincia de Vestronorlandia (en sueco: Västernorrlands län) es una de las 21 provincias que conforman Suecia. Cuenta con un gobierno civil o länsstyrelse, el cual es dirigido por un gobernador nombrado por el gobierno. También posee una diputación provincial o landsting, la cual es la representación municipal nombrada por el electorado del provincia.
La provincia limita al norte con Vestrobotnia; al este, con la golfo de Botnia; al sur, con la provincia de Gävleborg; y al oeste, con la provincia de Jemtia. Tiene una superficie de 21 678 km², que en términos de extensión es similar a la de El Salvador.

## Historia
Hasta el siglo XIV, Medelpadia y Angermania formaban parte de la provincia de Helsingia, por lo que estaban bajo la tutela de Hälsingelagen. La provincia de Norlandia se menciona por primera vez por escrito en 1434. Desde el siglo XVI, Vestronorlandia (Västernorrland o Wester Norlanden) comprendía las tierras septentrionales -incluida la Laponia- del lado occidental sueco del golfo de Botnia, mientras que Ostronorlandia era un nombre para la Ostrobotnia finlandesa.
La provincia de Vestronorlandia se formó en 1634 en sustitución de las provincias más antiguas. Vestronorlandia incluyó partes de Suecia al norte de la ciudad de Gävle, excepto Jemtia y Herdalia, que pertenecían a Noruega y Finlandia. La provincia creció y se redujo significativamente desde su creación.

## Geografía
El condado incluye Medelpadia en su totalidad y la mayor parte de Angermania. También incluye pequeñas partes de Helsingia (a la que pertenece una pequeña parte de la parroquia de Attmars) y Jemtia (la zona de Överturingen). Sin embargo, las parroquias de Tåsjö, Bodum y Fjällsjö del municipio de Strömsund están incluidas en la provincia de Jemtia. Angermania también incluye el municipio de Nordmaling, el municipio de Bjurholm y la mayor parte de la parroquia de Hörnefors en el municipio de Umeå, que, sin embargo, forma parte de la provincia de Vestrobotnia.
La montaña más alta de la provincia es Solbergsliden, en Angermania, con 594 m, y los ríos más largos que lo atraviesan son el Ångermanälven, con 450 km, el Järpströmmen-Indalsälven, con 420 km, y el Ljungan, con 350 km.

## Gobierno y Política
La Junta Administrativa de la provincia coordina los intereses gubernamentales en la provincia y también es un enlace entre el Gobierno y los municipios. La junta tiene un papel activo en la mayor parte del trabajo de planificación y desarrollo regional.
Las responsabilidades de la Junta Administrativa involucran tres áreas principales:
- Promover el desarrollo de la provincia
- Trabajar para la implementación de objetivos de política nacional en la provincia
- Actuar como un enlace entre el gobierno y los municipios de la provincia

La Junta de Directores es el máximo órgano de toma de decisiones de la Junta Administrativa y sus 12 miembros son nombrados por el gobierno. Por su parte, el gobernador provincial es el presidente de la junta y también es designado por el gobierno.

## Municipios
|  | - Ånge - Härnösand - Kramfors - Örnsköldsvik - Sollefteå - Sundsvall - Timrå |